# Vittorio Siri
Vittorio Siri (Parma, 1608 – Parigi, 6 ottobre 1685) è stato un monaco cristiano, storico e matematico italiano appartenente all'Ordine Benedettino.

## Biografia

Propositiones mathematicae, dissertazione che pubblicò nel 1634

Vittorio Siri nacque a Parma nel 1608. Entrò nell'Ordine Benedettino nel 1625, ma più tardi lasciò il monastero e si fece prete secolare. Professore di scienze esatte a Venezia, strinse rapporti con l'ambiente diplomatico e soprattutto con l'ambasciatore francese: di lì quell'interesse per i problemi politici e per le questioni internazionali che finì per diventare il centro dei suoi interessi. Nella lotta tra Francia e Spagna per l'egemonia in Europa e nei lunghi contrasti per la successione di Mantova e Monferrato, si mostrò apertamente francofilo. Fu anche nominato residente francese a Venezia e storiografo del re Cristianissimo. Caduto in sospetto della Repubblica, Siri lasciò la laguna e si trasferì a Modena, ospite del duca. Nel 1649 fece il suo primo viaggio in Francia, dove poi si stabilì.
Siri cominciò a narrare nel Mercurio politico gli avvenimenti europei dal 1635 al 1655, in quindici volumi editi tra il 1644 e il 1682. In un'altra opera (Memorie recondite) edita postuma tra il 1676 e il 1769 espose le vicende dei principali stati d'Europa dal 1601 al 1640. Non si tratta di lavori concepiti e disegnati organicamente, perché Siri fu soprattutto un diarista e un raccoglitore di materiali, ma nel loro complesso costituiscono una vasta trattazione della storia europea di oltre mezzo secolo. La storiografia di Siri ha carattere dichiaratamente antiletterario. Siri si avvalse di cose viste e di testimonianze orali, ma attinse anche ai documenti originali, spesso citandone interi passi. L'uso dei materiali archivistici (che il Ministro del re Richelieu fu il primo a consentirgli) gli offrì una solida informazione, e su tale base manifestò un senso storico vigile e addestrato alla comprensione dei fatti politici. Più volte Siri affermò l'indipendenza dei suoi giudizi, e negò ogni parzialità, anche verso la Francia. Ma nel 1640, mentre era a Venezia, iniziò - con lo pseudonimo di Capitano Latino Verità - un'accesa polemica patrocinando la costituzione di una lega tra la Serenissima, il Pontefice e la Francia in favore della "libertà d'Italia" oppressa dalla Spagna. Alcuni suoi scritti minori sono ancora inediti.
Morì a Parigi il 6 ottobre 1685.

## Opere

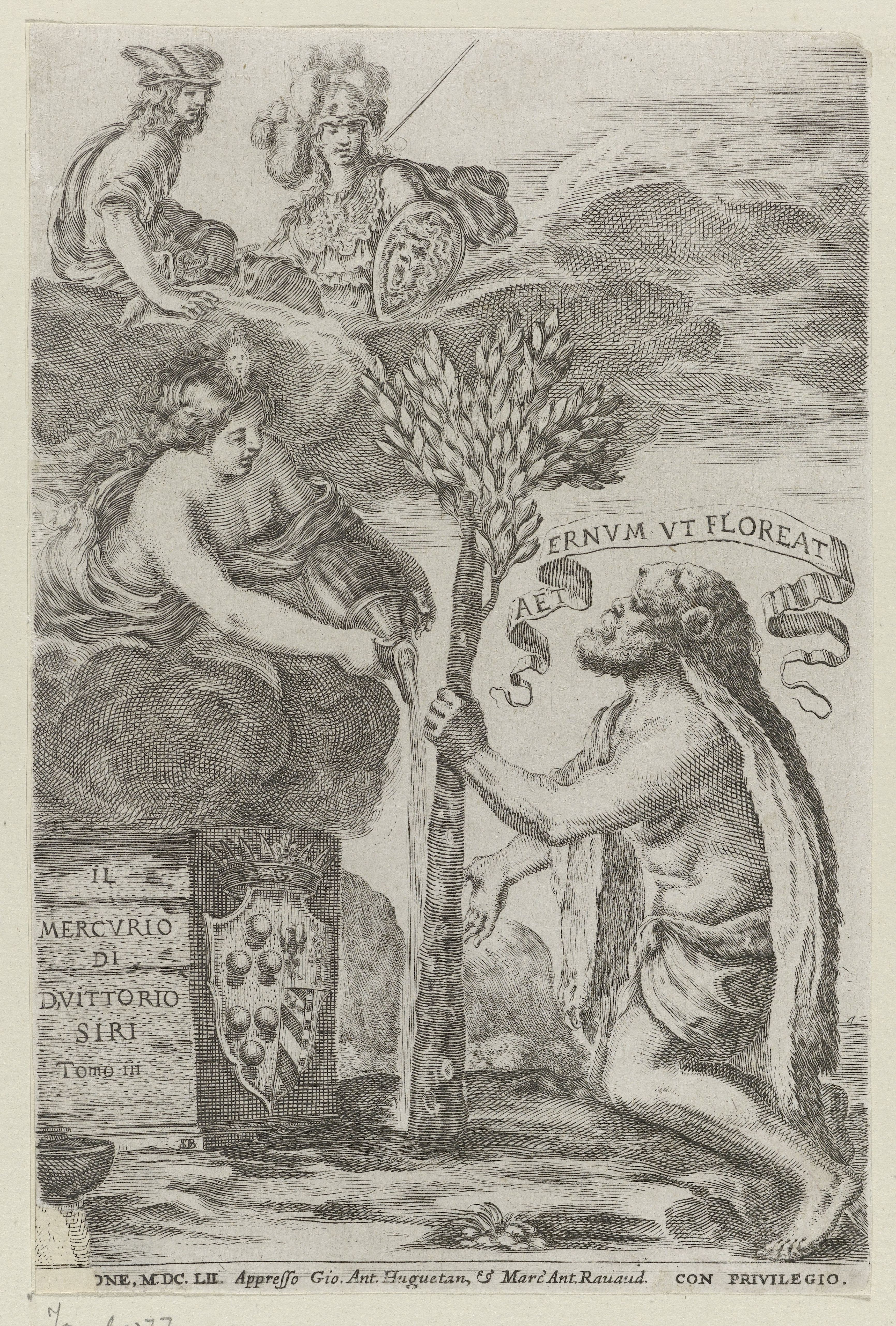
Frontespizio del tomo III del Mercurio, 1652

- Problemata et theoremata geometrica et mecanica, Bologna, 1633.
- Propositiones mathematicae, Bologna, Nicolò Tebaldini, Seth Viotti, Erasmo Viotti, 1634.
- Il politico Soldato Monferrino, ovvero discorso politico sopra gli affari di Casale sotto lo pseudonimo di Capitano Latino Verità, Casale (Venezia), 1640.
- Il Mercurio overo historia de' correnti tempi, 15 volumi in quarto, 1644-1682, pubblicato in diverse città (Venezia, Lione, Casale Monferrato, Parigi, Firenze). I primi 5 volumi, pubblicati tra il 1644 e il 1655 si riferiscono alla storia europea fino al 1645, sulla base di documenti raccolti da lui quando viveva a Venezia. Gli altri 10 volumi pubblicati tra il 1667 e il 1682 si basano principalmente su fonti diplomatiche francesi. In questo lavoro monumentale (oltre 16 800 pagine) Siri pubblica in-extenso un numero significativo di documenti, lettere, ecc. in conformità con il suo metodo originale di permettere al lettore di farsi un parere fornendo accesso alle fonti documentali e minimizzando il ruolo della mediazione dell'autore. Infatti, egli ritiene che la verità storica si trova solo nei fatti di studio documentati e che il compito dello storico è solo quello di registrare accuratamente e correttamente i fatti, rinunciando a qualsiasi ambizione di costruire un quadro interpretativo, atteggiamento che può essere considerato come "positivista". I volumi XVI e XVII, che raccontano le vicende della Fronda rimasero inediti. Una copia di questi volumi è presente presso la Biblioteca nazionale di Francia.
- Memorie recondite dal 1601 al 1640, 8 vol. in-4, Roma e Parigi, 1676-79, dal quale è stato tratto Anecdotes du ministère du cardinal de Richelieu e gli Anecdotes du ministère du comte d'Olivarès. Le memorie segrete coprono la storia del regno di Enrico IV e Luigi XIII, e costituiscono un'importante testimonianza storica: introdotto nei segreti della corrispondenza, Vittorio Siri ebbe accesso alle istruzioni e corrispondenze segrete, che sono andate purtroppo perdute. Essi sono stati tradotti in francese per la prima volta nel 1768 da Jean-Baptiste Requier, sotto il titolo Mémoires secrets tirés des archives des souverains de l'Europe.[1]